# Joseph Luns
Joseph Marie Antoine Hubert Luns, CH, nizozemski politik in diplomat, * 28. avgust 1911, Rotterdam, † 17. julij 2002, Bruselj.
Po študiju prava na Univerzi v Amsterdamu je vstopil v diplomatsko službo. Tako je bil ataše v Švici (1940-41), ataše na Portugalskem (1941-43), ataše v Združenem kraljestvu (1943-1949) in  namestnik stalnega predstavnika Nizozemske pri OZN (1949-1952). Ko je nizozemska Katoliška ljudska stranka vstopila v vlado leta 1952, je postal minister za zunanje zadeve, kar je bil vse do leta 1971; to predstavlja tudi najdaljši mandat nizozemskega zunanjega ministra. 1. oktobra 1971 je postal generalni sekretar Nata, katerega položaj je zasedal vse do 25. junija 1984.